# Wijken en buurten in Nijefurd
De voormalige Nederlandse gemeente Nijefurd is voor statistische doeleinden onderverdeeld in wijken en buurten. De gemeente is verdeeld in de volgende statistische wijken:
- Wijk 00 (CBS-wijkcode:010400)
- Wijk 01 (CBS-wijkcode:010401)
- Wijk 02 (CBS-wijkcode:010402)

Een statistische wijk kan bestaan uit meerdere buurten. Onderstaande tabel geeft de buurtindeling met kengetallen volgens het Centraal Bureau voor de Statistiek (2008):
| CBS-buurtcode | Buurtnaam                     | Inwonertal | Opp. totaal (ha) | Opp. land (ha) | Ligging                |
| ------------- | ----------------------------- | ---------- | ---------------- | -------------- | ---------------------- |
| BU01040000    | Workum                        | 3840       | 249              | 232            | Locatie in de gemeente |
| BU01040001    | Nijhuizum                     | 40         | 503              | 424            | Locatie in de gemeente |
| BU01040002    | Hindeloopen                   | 560        | 41               | 33             | Locatie in de gemeente |
| BU01040008    | Verspreide huizen Workum      | 480        | 1898             | 1865           | Locatie in de gemeente |
| BU01040009    | Verspreide huizen Hindeloopen | 290        | 574              | 558            | Locatie in de gemeente |
| BU01040100    | Koudum                        | 2660       | 309              | 297            | Locatie in de gemeente |
| BU01040101    | Heidenschap                   | 380        | 2526             | 1694           | Locatie in de gemeente |
| BU01040102    | Molkwerum                     | 260        | 28               | 27             | Locatie in de gemeente |
| BU01040108    | Verspreide huizen Koudum      | 70         | 1364             | 1156           | Locatie in de gemeente |
| BU01040109    | Verspreide huizen Molkwerum   | 150        | 1042             | 999            | Locatie in de gemeente |
| BU01040200    | Hemelum                       | 500        | 104              | 102            | Locatie in de gemeente |
| BU01040201    | Warns                         | 700        | 500              | 492            | Locatie in de gemeente |
| BU01040202    | Scharl                        | 70         | 616              | 612            | Locatie in de gemeente |
| BU01040203    | Stavoren                      | 910        | 38               | 34             | Locatie in de gemeente |
| BU01040208    | Verspreide huizen Hemelum     | 80         | 1143             | 821            | Locatie in de gemeente |
| BU01040209    | Verspreide huizen Stavoren    | 50         | 356              | 315            | Locatie in de gemeente |